# Ophiopholis bakeri
Ophiopholis bakeri is een slangster uit de familie Ophiactidae.
De wetenschappelijke naam van de soort werd in 1909 gepubliceerd door J.F. McClendon.